# صناعة نفطية

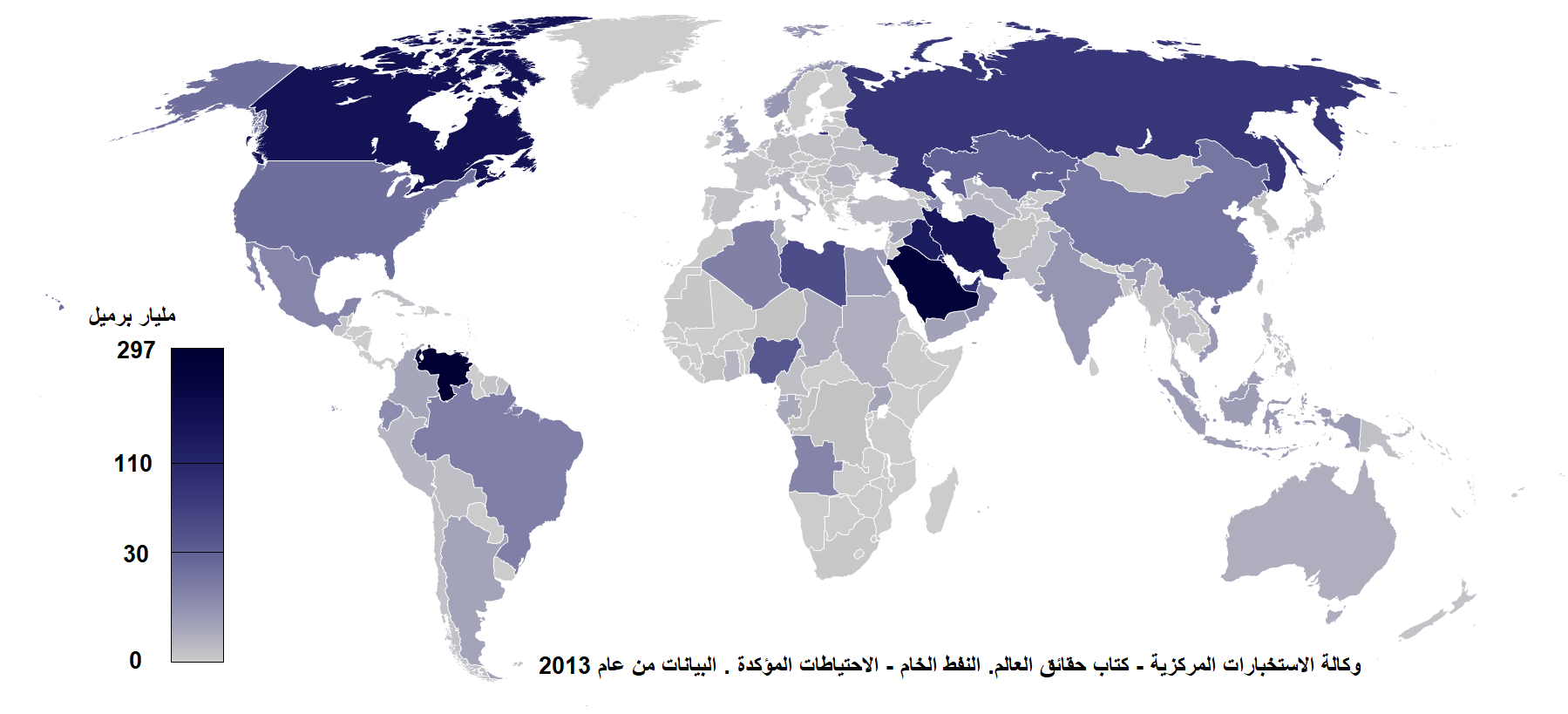
احتياطي النفط العالمي، عام 2009.

يشمل قطاع النفط جميع عمليات التنقيب والاستخراج والتكرير والنقل (غالبًا بواسطة ناقلات النفط وخطوط الأنابيب) وتسويق المنتجات النفطية. جدير بالذكر أن المنتجات الأعلى قيمة في هذا القطاع هي زيت الوقود ووقود السيارات (البنزين). النفط (الزيت) هو أيضًا المادة الخام للعديد من المنتجات الكيميائية، من بينها المستحضرات الدوائية والمذيبات والأسمدة والمبيدات الحشرية واللدائن. وينقسم قطاع النفط عادةً إلى ثلاثة مكونات رئيسية هي: صناعات المنبع والصناعات الوسطى وصناعات المصب. وتدرج عادةً الصناعات الوسطى مع صناعات المصب.
إن النفط ضروري للعديد من الصناعات، ومهم للحفاظ على الحضارة الصناعية في شكلها الحالي، ومن ثم يمثل أهمية بالغة للعديد من الدول. ويعتبر النفط مسؤولاً عن نسبة كبيرة من استهلاك الطاقة العالمي، والذي يتراوح بين نسبة منخفضة تبلغ 32% في أوروبا وآسيا وحتى 53% في الشرق الأوسط.
وأنماط الاستهلاك في المناطق الجغرافية الأخرى هي: أمريكا الوسطى والجنوبية (44%) وأفريقيا (41%) وأمريكا الشمالية (40%). ويستهلك العالم 30 مليار برميل (4.8 كم³) من النفط سنويًا، والدول المتقدمة هي أكبر المستهلكين. وقد استهلكت الولايات المتحدة 25% من النفط المنتج في عام 2007. وتمثل جميع مراحل إنتاج النفط وتوزيعه وتكريره وبيعه بالتجزئة أضخم صناعة في العالم من حيث القيمة الدولارية.
تقدم الحكومات، مثل الحكومة الأمريكية، دعمًا حكوميًا ضخمًا لشركات النفط، إلى جانب تنزيلات ضريبية كبيرة في كل مرحلة تقريبًا من مراحل التنقيب عن النفط واستخراجه، بما في ذلك تكاليف إيجار حقول النفط ومعدات الحفر.

## معلومات تاريخية

### التاريخ الطبيعي

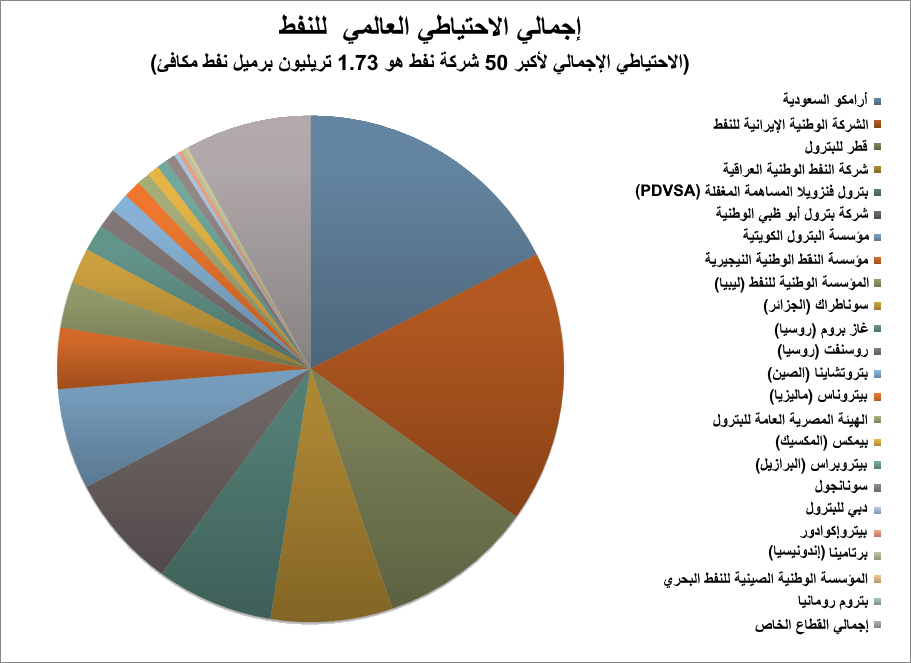
توزيع مجموع الاحتياطيات العالمية النفطية لكل مليون برميل.

النفط هو سائل طبيعي يوجد في التكوينات الصخرية. ويتكون من مزيج مركب من الهيدروكربونات ذات الأوزان الجزيئية المتنوعة، بالإضافة إلى مركبات عضوية أخرى. ومن المسلم به عمومًا أن النفط يتكون في الغالب من بقايا العوالق القديمة الغنية بالكربون، وذلك بعد التعرض للحرارة والضغط في قشرة الأرض على مدى مئات الملايين من السنين. ومع مرور الوقت، تغطي البقايا المتحللة طبقات من الطين والطمي، فتنغمر أكثر داخل القشرة الأرضية وتُحفظ بين طبقات ساخنة ومضغوطة، وهكذا تتحول تدريجيًا إلى خزانات نفطية.

### التاريخ المبكر
استخدم البشر النفط في حالته غير المكررة لما يزيد عن 5000 عام. وبشكل عام، تم استخدام النفط منذ التاريخ البشري المبكر للحفاظ على اشتعال النيران، وأيضًا في الحروب.
ظهرت أهمية النفط في الاقتصاد العالمي ببطء، وذلك مع استخدام زيت الحوت في الإضاءة حتى القرن التاسع عشر والأخشاب والفحم في التدفئة والطهي حتى القرن العشرين. وتسببت الثورة الصناعية في زيادة الحاجة إلى الطاقة؛ وتمت تلبية هذه الحاجة بشكل أساسي باستخدام الفحم، بالإضافة إلى مصادر أخرى، من بينها زيت الحوت. ومع ذلك، تم التوصل إلى إمكانية استخراج الكيروسين من النفط الخام واستخدامه كوقود في الإضاءة والتدفئة. وتزايد الطلب على النفط، وأصبح في القرن العشرين السلعة الأكثر قيمة التي يتم تداولها في الأسواق العالمية.

## المراحل
عادةً ما تقسم الصناعة النفطية إلى ثلاثة قطاعات رئيسية حسب مرحلة الإنتاج وهي:
1. مرحلة التنقيب والاستخراج Upstream (أو صناعات المنبع)
2. مرحلة النقل Midstream
3. مرحلة التكرير والتصنيع Downstream

و يشمل قطاع صناعات المنبع البحث عن حقول النفط والغاز تحت الأرض أو تحت البحر، وحفر الآبار الاستطلاعية، ومن ثم حفر وتشغيل الآبار واستخراج النفط و/أو الغاز الطبيعي إلى السطح. وقد برز توجه كبير نحو إلحاق الغاز غير التقليدي بصناعات المنبع وبما حصل من تطورات مشابهة في معالجة ونقل الغاز الطبيعي المسال.
لقد عٌرف عن قطاع صناعات المنبع حيازته على الحصة الأكبر من الاندماج والاستحواذ والتصفيات. حيث بلغت قيمة اتفاقات الاندماج والاستحواذ الإجمالية في قطاع صناعات المنبع للنفط والغاز 254 مليار دولار في عام 2012م (في 679 اتفاق). وجزء كبير من هذه الاندماج والاستحواذ (33% في عام 2012م) ناتج عن طفرة الإنتاج الصخري/غير التقليدي خاصة في الولايات المتحدة ثم الاتحاد السوفيتي السابق ووكندا.
و بلغت القيمة الإجمالية لأصول التنقيب والإنتاج المعروضة للبيع رقما قياسيا عند 135 مليار دولار في الربع الثالث من عام 2013م. وقبل ذلك تضافعت قيمتها من 46 مليار دولار في عام 2009م إلى 90 مليار دولار في عام 2010م. ومع استمرار الاندماج والاستحواذ ظلت القيمة الإجمالية على ماهي عليه تقريبا حيث بلغت 85 مليار دولار في ديسمبر 2012م. ولكن، شهد النصف الأول من عام 2013م دخول أصول جديدة قيمتها 48 مليار دولار تقريبا إلى السوق. ومما يلفت النظر تضاعف القيمة الإجمالية لأصول التنقيب والإنتاج المعروضة للبيع ثلاث مرات في الربع الثالث من 2013م عما كانت عليه في 2009م أي في أقل من أربع سنوات.

### مرحلة الاستكشاف والإنتاج
البحث عن حقول النفط المحتملة تحت الأرض أو تحت الماء لاستخراج النفط الخام والغاز الطبيعي في مجالات تتظمن حفر آبار استكشافية، وبعد ذلك حفر وتشغيل الآبار واسترداد واستخراج النفط الخام أو الغاز الطبيعي الخام إلى السطح.
شهدت صناعة التنقيب والإنتاج تقليديا أكبر عدد من عمليات الاندماج والاستحواذ والتصفية. بلغ نشاط الاندماج والاستحواذ لصفقات التنقيب عن النفط والغاز في عام 2012 ما مجموعه 254 مليار دولار من خلال 679 صفقة. جزء كبير من عمليات الاندماج والاستحواذ هذه بنسبه 33٪ في عام 2012، كان مدفوعاً بالازدهار غير التقليدي، خاصة في الولايات المتحدة، يليه الإتحاد الروسي وكندا.
وصلت القيمة الإجمالية لأصول التنقيب والاستخراج المتاحة للبيع إلى مستوى قياسي بلغ 135 مليار دولار في الربع الثالث من عام 2013. تضاعفت قيمة الصفقات من 46 مليار دولار في عام 2009 إلى 90 مليار دولار في عام 2010. مع نشاط الاندماج والاستحواذ المستمر، ظل المستوى كما هو تقريبًا ليصل إلى 85 مليار دولار في ديسمبر 2012. ومع ذلك، شهد النصف الأول من عام 2013 طرح ما يقرب من 48 مليار دولار من صافي الأصول الجديدة في السوق. ومن اللافت للنظر، أن القيمة الإجمالية للصفقات في الربع الثالث من عام 2013 تضاعفت ثلاث مرات تقريبًا عن عام 2009 لتصل إلى 46 مليار دولار، في أقل من أربع سنوات.

### مرحلة النقل
وهي تشمل النقل (إما عن طريق خطوط الأنابيب والسكك الحديدية وناقلة النفط أو شاحنة)، وتخزين وتجارة الجملة للمنتجات البترولية الخام أو المكررة. يمكن استخدام خطوط الأنابيب وأنظمة النقل الأخرى لنقل النفط الخام من مواقع الإنتاج إلى المصافي وتوصيل مختلف المنتجات المكررة إلى الموزعين في المراحل النهائية. تقوم شبكات خطوط أنابيب الغاز الطبيعي بتجميع الغاز من تنقية الغاز الطبيعي النباتات وتسليمها إلى العملاء المصب، مثل المرافق المحلية.

### مرحلة التكرير والتصنيع
وتشمب هذه المرحلة تكرير النفط الخام ومعالجة وتنقية الغاز الطبيعي الخام، وكذلك تسويق وتوزيع المنتجات المشتقة من النفط الخام والغاز الطبيعي. يصل قطاع المصب إلى المستهلكين من خلال منتجات مثل البنزين، الكيروسين، وقود الطائرات، الديزل، زيت التدفئة، زيوت الوقود، زيوت التشحيم، والشمع، الأسفلت، الغاز الطبيعي، و الغاز المسال (LPG)، فضلا عن المئات من المنتجات البتروكيماوية.

#### التسويق
التسويق هو جزء من مرحلة المصب ويركز على توزيع المنتجات البترولية المكررة بالجملة والتجزئة على قطاع الأعمال والصناعة والحكومة والمستهلكين.

##### تعريفالايزو
يُعرّف ايزو 20815 "المصب" في قسم التعريف الخاص به على النحو التالي:

العملية الأكثر شيوعًا في الصناعة النفطية، وهي المرتبطة بأنشطة ما بعد الإنتاج.
مثال: تكرير ونقل وتسويق المنتجات البترولية. 

## أنظر أيضا
- ميثان طبقة الفحم الحجري
- استخراج النفط
- تنقيب عن النفط
- غاز طبيعي
- مكثفات الغاز الطبيعي
- حقل الغاز الطبيعي
- معالجة الغاز الطبيعي
- البترول
- مصفاة النفط
- بئر نفط